# Чемпионат Северной, Центральной Америки и Карибского бассейна по волейболу среди женщин 1997
15-й чемпионат Северной, Центральной Америки и Карибского бассейна (NORCECA) по волейболу среди женщин прошёл с 12 по 18 сентября 1997 года в Кагуасе (Пуэрто-Рико) с участием 8 национальных сборных команд. Чемпионский титул в 11-й раз в своей истории и в 7-й раз подряд выиграла сборная Кубы.

## Команды-участницы
Доминиканская Республика, Канада, Коста-Рика, Куба, Мексика, Пуэрто-Рико, США, Тринидад и Тобаго.

## Система проведения чемпионата
8 команд-участниц на предварительном этапе разбиты на две группы. Победители групп напрямую выходят в полуфинал плей-офф. Команды, занявшие в группах 2-е и 3-и места, выходят в четвертьфинал и определяют ещё двух участников полуфинала. Полуфиналисты по системе с выбыванием определяют призёров первенства. Итоговые 5—6-е и 7—8-е места разыгрывают соответственно проигравшие в 1/4-финала и худшие команды в группах.

## Предварительный этап

### Группа А
| М | Команда                  | 1   | 2   | 3   | 4   | И | В | П | С/П | О |
| - | ------------------------ | --- | --- | --- | --- | - | - | - | --- | - |
| 1 | Доминиканская Республика |     | 3:1 | 3:0 | 3:0 | 3 | 3 | 0 | 9:1 | 6 |
| 2 | Канада                   | 1:3 |     | 3:1 | 3:0 | 3 | 2 | 1 | 7:4 | 5 |
| 3 | Пуэрто-Рико              | 0:3 | 1:3 |     | 3:0 | 3 | 1 | 2 | 4:6 | 4 |
| 4 | Тринидад и Тобаго        | 0:3 | 0:3 | 0:3 |     | 3 | 0 | 3 | 0:9 | 3 |

12 сентября: Доминиканская Республика — Канада 3:1 (15:11, 15:7, 12:15, 15:12); Пуэрто-Рико — Тринидад и Тобаго 3:0 (15:1, 15:1, 15:5).
13 сентября: Доминиканская Республика — Тринидад и Тобаго 3:0 (15:11, 15:3, 15:7); Канада — Пуэрто-Рико 3:1 (15:9, 15:13, 11:15, 15:11).
14 сентября: Канада — Тринидад и Тобаго 3:0 (15:2, 15:4, 15:3); Доминиканская Республика — Пуэрто-Рико 3:0 (15:4, 15:9, 15:5).

### Группа В
| М | Команда    | 1   | 2   | 3   | 4   | И | В | П | С/П | О |
| - | ---------- | --- | --- | --- | --- | - | - | - | --- | - |
| 1 | Куба       |     | 3:0 | 3:0 | 3:0 | 3 | 3 | 0 | 9:0 | 6 |
| 2 | США        | 0:3 |     | 3:0 | 3:0 | 3 | 2 | 1 | 6:3 | 5 |
| 3 | Мексика    | 0:3 | 0:3 |     | 3:0 | 3 | 1 | 2 | 3:6 | 4 |
| 4 | Коста-Рика | 0:3 | 0:3 | 0:3 |     | 3 | 0 | 3 | 0:9 | 3 |

12 сентября: США — Мексика 3:0 (15:5, 15:3, 15:4); Куба — Коста-Рика 3:0 (15:3, 15:0, 15:0).
13 сентября: США — Коста-Рика 3:0 (15:3, 15:0, 15:0); Куба — Мексика 3:0 (15:4, 15:5, 15:6).
14 сентября: Мексика — Коста-Рика 3:0 (15:4, 15:7, 15:8); Куба — США 3:0 (15:9, 15:6, 15:8).

## Матч за 7-е место
16 сентября
Коста-Рика — Тринидад и Тобаго 3:0 (15:0, 15:6, 15:5).

## Плей-офф

### Четвертьфинал
16 сентября
США — Пуэрто-Рико 3:0 (15:7, 15:9, 15:11)
Канада — Мексика 3:0 (15:9, 15:2, 15:5)

### Матч за 5-е место
18 сентября
Пуэрто-Рико — Мексика 3:2 (15:5, 9:15, 14:16, 16:14, 17:15)

### Полуфинал
17 сентября
США — Доминиканская Республика 3:1 (15:10, 11:15, 15:9, 15:4)
Куба — Канада 3:0 (15:6, 15:3, 15:4)

### Матч за 3-е место
26 сентября
Доминиканская Республика — Канада 3:1 (8:15, 15:9, 15:5, 15:12).

### Финал
26 сентября
Куба — США 3:1 (15:4, 15:10, 13:15, 15:8)

## Итоги

### Положение команд
| Куба                     |
| США                      |
| Доминиканская Республика |
| 4. Канада                |
| 5. Пуэрто-Рико           |
| 6. Мексика               |
| 7. Коста-Рика            |
| 8. Тринидад и Тобаго     |